# 香港映画

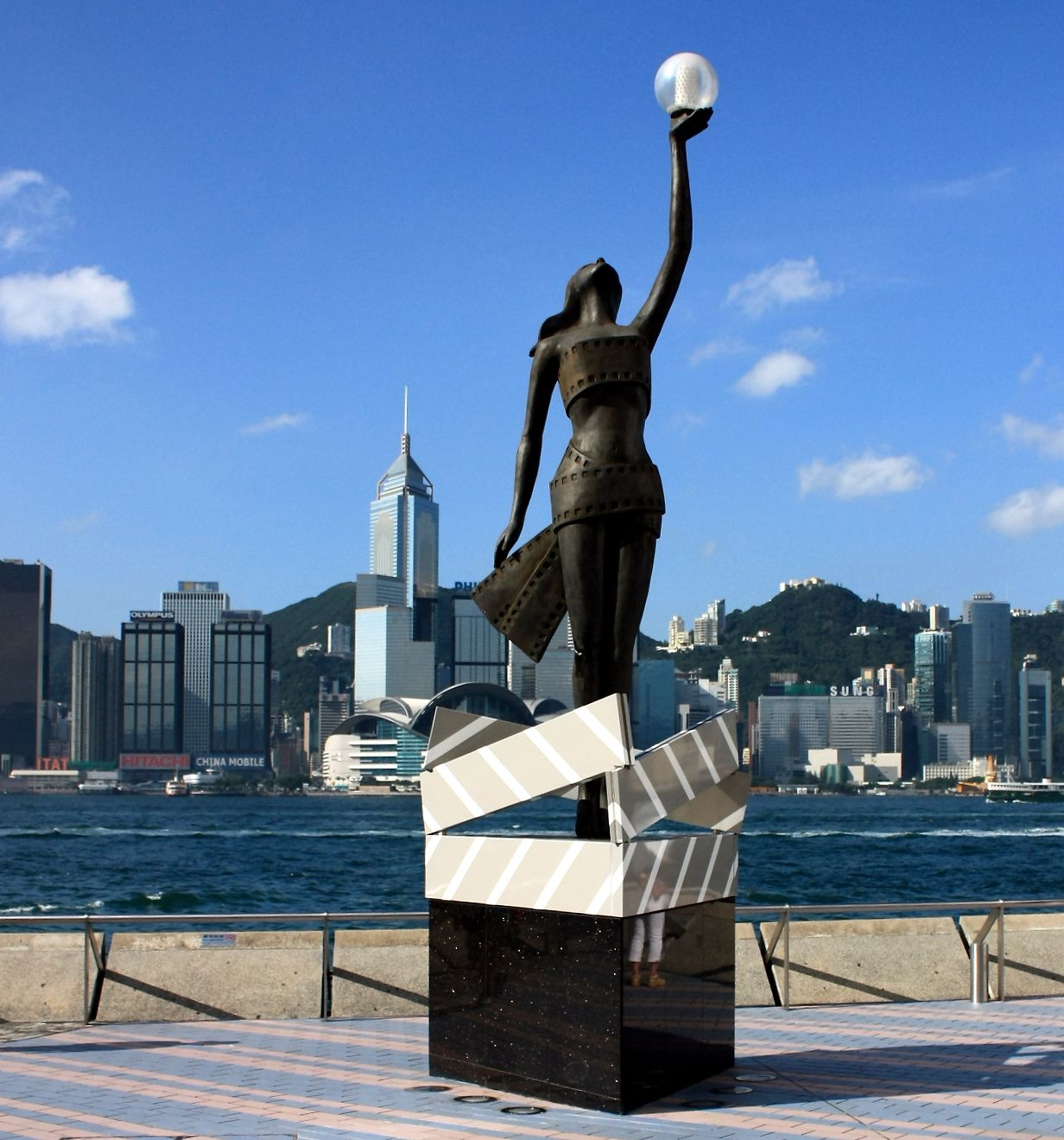
香港電影金像奨像のレプリカ
（アベニュー・オブ・スターズ）

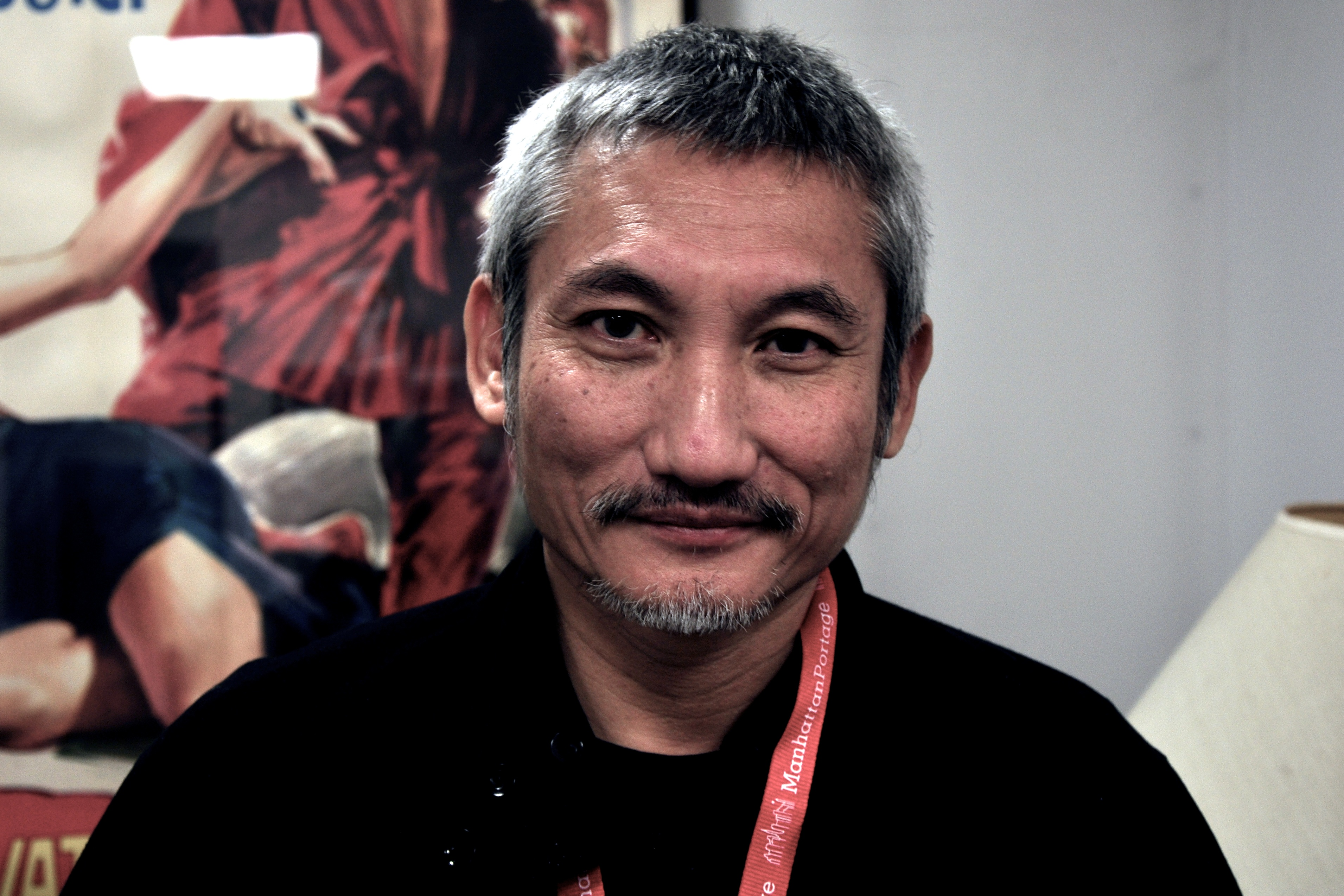
『香港のスピルバーグ』と呼ばれることもあるツイ・ハーク監督

香港映画（ホンコンえいが）は、香港で制作される映画である。香港の経済における重要な輸出産業である。

## 歴史

### 太平洋戦争終戦まで
香港初の映画製作会社が誕生したのが1922年。1928年、カンフー映画の原点である剣劇映画の第1作『紅蓮寺炎上』が制作され大ヒットした。『紅蓮寺炎上』のヒット以来、『青龍寺炎上』や『九龍山の火事』等々、ご都合主義の炎上物が数限りなく作られた。
1930年代に入り、香港映画もサイレントからトーキーへと移行した。『女用心棒』『山東のならず者たち』『白芙蓉』『荒江の烈婦たち』等、数多くの剣劇映画が製作され、「剣劇映画の黄金時代」と呼ばれる。しかし、1931年の満州事変以降状況は一変し、抗日映画が民衆に歓迎され、剣劇映画の人気が低迷した。さらに国民党による言語統一規制により、広東語映画の製作、上映が禁止され、北京語映画が製作されるようになった（後に、この規制に反対した香港映画人の尽力により規制は緩和される）。
日中戦争の勃発に伴い、多くの上海の映画人が香港に逃亡した。彼らが香港で作り始めた北京語映画は、「広東語映画よりも上品で格調が高い」と香港人からも人気を集めるようになった。香港映画界は、香港出身映画人による広東語映画界と、中国大陸から南下してきた映画人による北京語映画界の二つに明確に区別され、その後長期にわたって熾烈な競争を繰り広げた。中国国内での広東語映画の一般的なイメージは「泥臭くて下品な低級娯楽」というものであった。このイメージに対して広東語映画人は「下品だ、低級娯楽だと言うが、これこそが真実の香港の姿だ」と反論し、粤劇映画（広東オペラ映画）や抗日映画を量産し続けた。
抗日映画は1941年12月の日本軍による香港占領まで作られ続けたが、日本に占領された後の香港では1945年8月の太平洋戦争終戦まで、香港映画は一本も作られなかった。
戦前に香港で制作された映画は500本以上あったが、現存しているフィルムは4本しかない。

### 終戦直後
終戦後、映画製作を再開した香港映画界だったが、香港出身映画人による広東語映画界と、中国大陸から南下してきた映画人による北京語映画界の2つに明確に区別されたままであった。戦前から、「泥臭くて下品な低級娯楽」という香港映画のイメージに対し広東語映画人は「下品だ、低級娯楽だと言うが、これこそが真実の香港の姿だ」と反論し、セックス描写や暴力を取り入れた現代劇作品を作るようになった。
これに対し、上海から来た北京語映画人たちは、1949年に「広東語映画清潔運動宣言」を発表し、広東語映画の内容と共に広東語映画人の映画製作態度を見直すように訴えた。この運動の結果、広東語映画人も、「良質の広東語映画」を製作することに目を向けるようになり、社会の矛盾を描いたものや、文芸作品などが増えていった。製作された映画の全体の約40％を占めるのが粤劇映画（広東オペラ映画）であり、広東地方の伝統的な舞台演劇の演目から映画の題材を採り、同時に舞台俳優をそのまま映画俳優として起用する場合が多かった。特に“男装の麗人”と呼ばれた女優、ヤム・キムファイ（任剣輝）が大人気で、彼女は引退までに300本以上もの映画に出演し、粤劇映画全盛時代を築いた。
そして、剣劇映画も再び製作されるようになった。主に戦前の上海映画のリメイクや時代劇小説を映画化したものが人気を呼び、人間には不可能な「超自然的な才能を持ったヒーロー」が登場する作品が数多く作られた。ヒーローが使う武器もそれまでの単なる剣や槍ではなく、飛剣や炎の槍などの非現実的な効果を出すものが好まれた。
1949年、クワン・タッヒン（関徳興）主演の黄飛鴻を題材とした『黄飛鴻傳』が封切られ大ヒットした。この作品は剣劇映画ではなく、「素手による戦い」つまり、香港映画の代名詞ともいえる「カンフー映画」の第1弾である。なお、2007年現在までに関徳興が黄飛鴻を演じた回数は84本にのぼり、これは同一題材で製作された映画の数としては現在世界最多でギネスブックに掲載されている。
この影響で、剣劇映画の主人公も超自然的な才能を持ったヒーローよりも、現実的な人物が主人公の作品が好まれるようになる。標的に向かって剣が空を飛ぶのではなく、剣士が直接敵を斬るという、ごく当たり前の表現方法が初めて使用されるようになった。同時に方世玉のように主人公が体制の反逆者であるような政治的なテーマが剣劇映画の中に多く現れ始めた。
一方の北京語映画界は、上海映画の雰囲気を色濃く残す作品を多く製作していた。戦後、中国大陸を離れて香港に南下してきた多くの戦争難民たちに支持され、広東語映画よりも洗練された映画は、次第に元々香港にいた人々も魅了していくようになる。特に人気があったのが、歌が何曲も挿入される黄梅調映画（歌謡映画）だった。女優パイ・コァン（白光）やリー・リーホァ（李麗華）が人気で、彼女たちが劇中で歌った歌が、そのまま流行歌となった。

### ショウ・ブラザーズ黄金時代

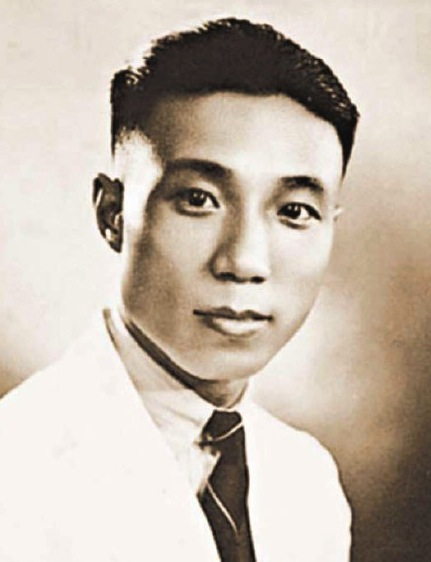
ランラン・ショウ《邵逸夫》

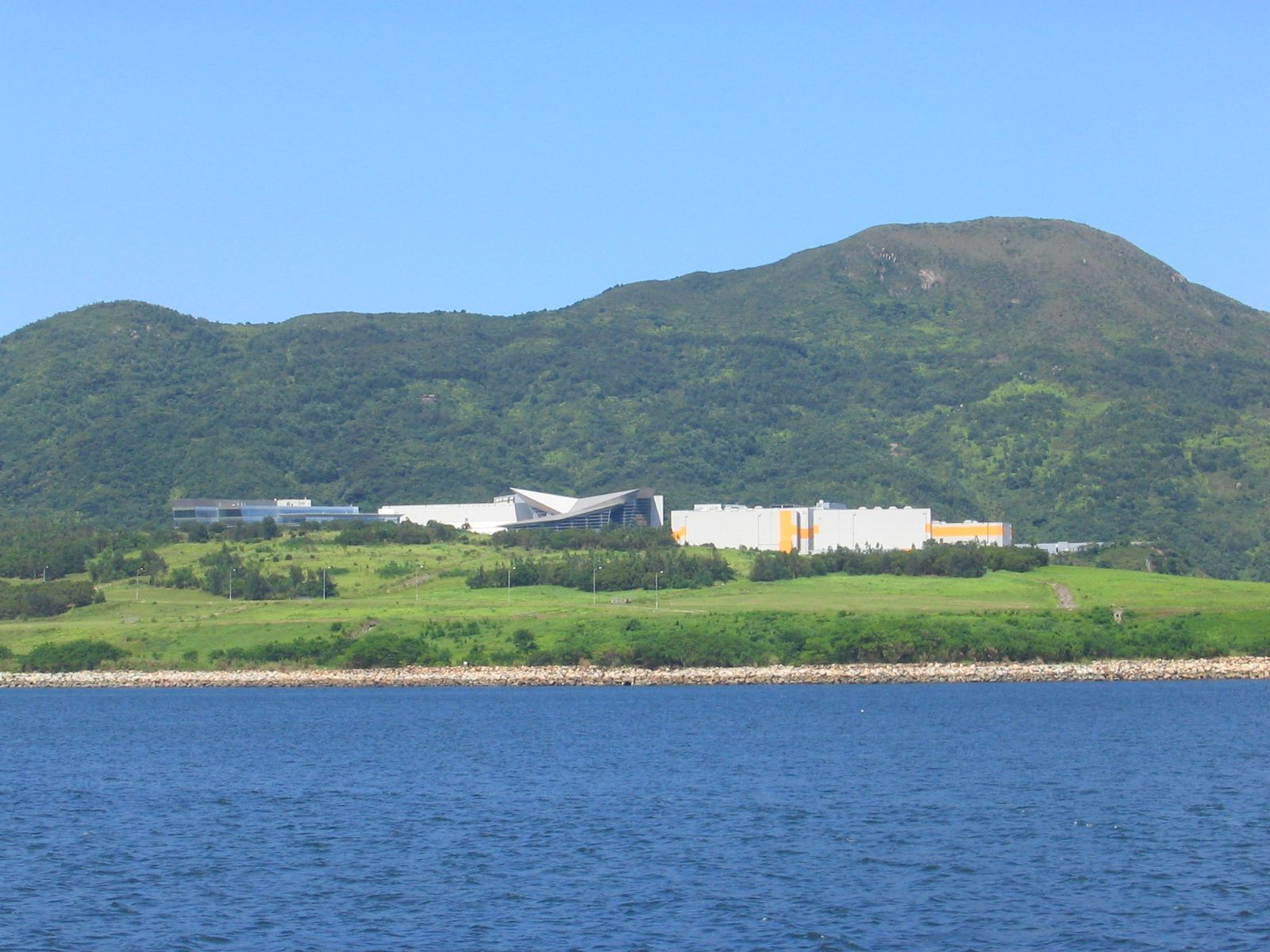
ショウ・スタジオ《邵氏影城》

剣劇映画の人気が下降し、1953年には製作本数も過去最低に達した。不調の原因は、粤劇映画とクワン・タッヒン(関徳興)の黄飛鴻シリーズが人気を二分していたことと、黄梅調映画と称される北京語映画の人気が上がったためである。また、コメディ映画や社会派現代劇も人気となり、剣劇映画の人気低迷以外は広東語映画界は絶好調であった。
50年代後半から60年代初頭になると粤劇映画が急激に衰えを見せ始め、広東語映画全体の5％を占める程度まで落ち込んだ。これは、広東オペラ自体が若い世代に敬遠され始めたためで、結果的には70年代に3本製作された後、粤劇映画は香港映画界から完全に姿を消してしまう。若い世代に支持されたのは青春映画で、チャン・ポージュ（陳宝珠）やジョセフィーン・シャオ（蕭芳芳）ら女優が特に人気があった。
広東語映画界は、相変わらずクワン・タッヒン（関徳興）主演の黄飛鴻シリーズを作り続けていたが、次第に若い世代には受け入れられなくなっていた。社会派映画やコメディ活劇はそれなりにヒットしていたものの、それ以外の作品はどれも粗製乱造の為、“七日鮮（七日で作られる映画）”と北京語映画人からは嘲笑された。
北京語映画界は、黄梅調映画と文芸映画を二本柱として製作し、剣劇映画やクンフー映画を一切製作していなかった。ところが、若い世代が広東語映画界の剣劇映画やクンフー映画を支持し、黄梅調映画が敬遠されはじめた事により、北京語映画界は窮地に立たされた。
この北京語映画界の隆盛を2つの映画会社が支えた。まず1956年にシンガポール華僑のロク・ワントー（陸運濤）率いる『キャセイ・オーガナイゼーション（國泰機構）』を母体とする『MP&GI（國際電影懋業公司）』が設立。続いて1959年にはランラン・ショウ（邵逸夫）の『ショウ・ブラザーズ（邵氏兄弟香港有限公司）』が設立された。
1965年、ショウ・ブラザーズは清水湾に巨大スタジオ“邵氏影城”を建設。また、自社の製作面の充実を念頭に置き、日本の日活や東宝から井上梅次、中平康、村山三男といった監督や、名カメラマン西本正ら優れた人材を招き、彼らの技術や知識を自社の人間に貪欲なまでに吸収させた。俳優育成の目的で「南國實験劇團」という俳優訓練所の設立や、ショウ・スコープと呼ばれるシネマ・スコープの開発、さらには北京語と英語の二段字幕の使用など、斬新な企画を次々と打ち出した。
1966年、ショウ・ブラザーズは黄梅調映画に見切りを付け、剣劇映画やカンフー映画のジャンルに進出した。その先鋒がキン・フー（胡金銓）監督の『大酔侠』である。若いときから京劇に傾倒していたキン・フーは、綿密な人物描写に加え、素早いカット編集とリアルな殺陣を京劇にミックスさせた“京劇アダプテーション”という手法を『大酔侠』で試み、それが大成功を収めた。
しかし『大酔侠』撮影後、キン・フーはショウ・ブラザーズを離脱し台湾に渡った。そして1967年に台湾で製作された『残酷ドラゴン 血斗竜門の宿』が、東南アジア一帯で空前の大ヒットを記録し、彼の名は一躍世界中に知れ渡ることとなった。『残酷ドラゴン 血斗竜門の宿』は、1968年に北海道のみ日本でも公開されるのだが、ヒットはしなかった。
キン・フーに去られたショウ・ブラザーズは、新たに優れたアイディア性と確かな技術を持った監督を欲していた。そして、当時ショウ・ブラザーズの編劇主任を経て、何本かの作品を撮っていた新進気鋭のチャン・ツェー（張徹）監督を大抜擢した。
キン・フーの『大酔侠』が切り開いた“旧派剣劇映画”から“新派剣劇映画”への移行という、当時の香港映画界の大きな時流の変化とも見事に合致していた。その映画こそ、『片腕必殺剣』という剣劇映画だ。この映画において主人公の“片腕の剣士”役に抜擢されたジミー・ウォング（王羽）の存在無くして、チャン・ツェーの開花はあり得なかった。この作品の持つ暗く重苦しいストーリー展開と、ジミー・ウォングの悲壮感を帯びた佇まい、そして武術指導を担当したラウ・カーリョン（劉家良）による俊敏なアクションとが見事にマッチして『片腕必殺剣』は大ヒット。またジミー・ウォングも、それまで香港映画界のスター達が誰も踏み込むことの出来なかった“神聖的な存在”にまで上り詰めていった。人々は畏敬と憧憬の念を込めて“天皇巨星”と彼を呼んだ。
その後チャン・ツェーは、ジミー・ウォングを主演に『大刺客』『大女侠』『続・片腕必殺剣』などの作品を次々と発表し、ショウ・ブラザーズをアジア最大の映画会社へと発展させていく原動力となった。1969年、ジミー・ウォングは剣劇映画に見切りをつけ、自らの初監督作『吠えろ!ドラゴン、起て!ジャガー』で新たにカンフー映画にも挑戦し、見事に成功を収めた。ランラン・ショウ独裁政権のショウ・ブラザーズにおいて、一俳優が監督業にまで進出したということは、まさに頂点を極めた。
しかし、ジミー・ウォングの天下はあっさりと崩壊した。ひき逃げ事件、黒社会との癒着、梅子飯店での傷害事件、ブリジット・リン（林青霞）をめぐる痴話騒動など、自らの私生活における数々の不祥事によって社会的信頼を失った。そして、ショウ・ブラザーズの契約制度（月給制から生じる薄給）への不満から告訴したが敗訴した。ジミーは、1人台湾へと渡った。1960年代の終わりと共に、“天皇巨星”の雄姿は香港映画界から寂しく消えた。
ジミー・ウォングを失ったチャン・ツェーであったが、すぐに新たな2人のカンフー・スターの発掘に成功していた。それが“亜洲影帝”デビッド・チャン（姜大衛）と“武林大侠”ティ・ロン（狄龍）である。1969年にチャン・ツェーが監督した『死角』で初めてコンビを組んだ2人は、そのフレッシュな佇まいとスピーディーなアクションで、主に女性ファンから支持された。1970年には、2人の代表作となった『ヴェンジェンス 報仇』に出演した。この作品は、京劇の世界を舞台にした壮絶な復讐劇で、悲劇的な運命に翻弄されていく兄弟を演じた2人は、本作の大ヒットでアジアの超スーパースターへと登り詰めた。

### ゴールデンハーベストの台頭

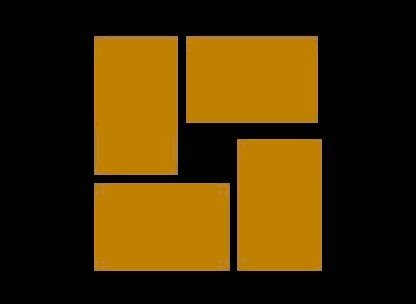
ゴールデンハーベスト社のロゴマーク

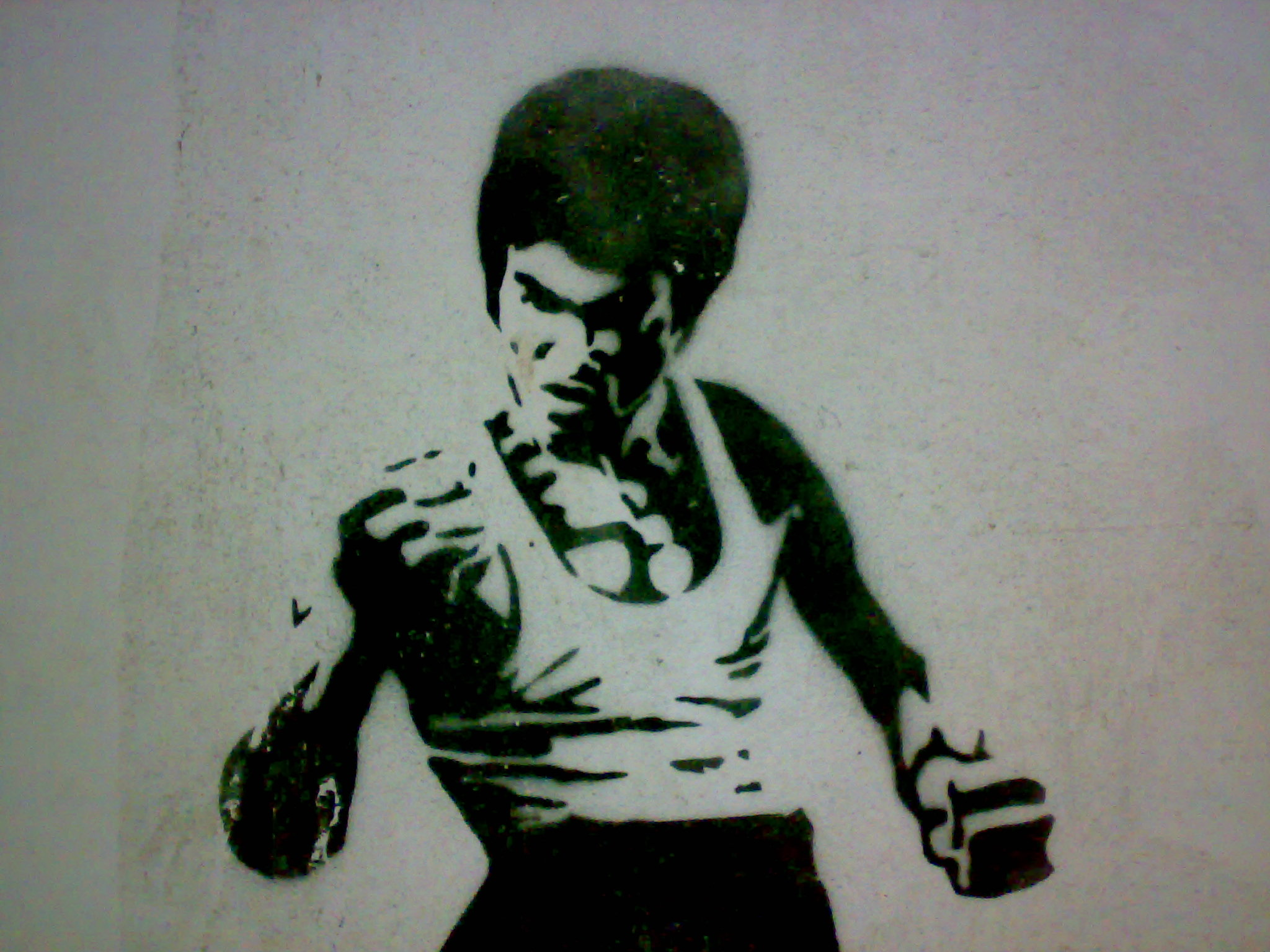
ドラゴンへの道

1964年6月20日、台北で行われた第11回アジア太平洋映画祭に出席していたMP&GIのロク・ワントーが、訪問先の台中で飛行機事故により死亡。事故機にはロクの他にMP&GIの総経理や製作部長も同乗しており、製作陣首脳を一挙に失ったMP&GIは失速、1970年に映画製作から撤退する。
1969年、ショウ・ブラザースの製作本部長を務めていたレイモンド・チョウ(鄒文懐)は、ランラン・ショウの第2夫人だったモナ・フォン(方逸華)と何度となく衝突した。そして翌1970年、相棒のレナード・ホー(何冠昌)とロー・ウェイ(羅維)夫妻を引き連れて、ついにショウ・ブラザーズを離脱し、『ゴールデン・ハーベスト(嘉禾影片公司)』を設立した。設立当初のゴールデン・ハーベストは、撮影所さえ満足に所有出来ない状況が続き、映画製作から手を引く直前のMP&GIの撮影所を借りて撮影をしていた。所属俳優も、ショウ・ブラザーズのデビット・チャンやティ・ロンのような看板スターも不在で、無名の俳優中心での映画製作には、やはり限界があった。
そのため1970年、ゴールデン・ハーベストは新人俳優募集のオーディションを開き、後に“嘉禾三大玉女”と呼ばれるようになる3人の女優達を発掘した。ノラ・ミャオ(苗可秀)、マリア・イー(衣依)、アンジェラ・マオ(芽瑛)の3人である。まず、ゴールデン・ハーベストの創業作品『天龍八将』に3人を出演させてテストを行い、それぞれの個性を見た。それにより、ノラ・ミャオとマリア・イーは映画のヒロインとして売り出すことになり、アンジェラ・マオはレディ・クンフー・スターとしての道を歩んだ。
男優陣も、ショウ・ブラザーズからベテラン俳優ティエン・ファン(田豊)、まだ無名だったジェームス・ティエン(田俊)らを引き抜き、新人オーディションではトニー・リュウ(劉永)をスカウトした。
1970年の4月、『吠えろ!ドラゴン、起て!ジャガー』が香港で興行収益第1位を獲得していた。1971年、ブルース・リー（李小龍）は、ゴールデン・ハーベストと1本につき1万米国ドルで2本の主演映画契約を結び、『ドラゴン危機一発』に決まった。
1980年代になると新興会社「シネマシティ」が設立され、『男たちの挽歌』でコメディ映画やカンフー映画が主流だった香港映画界に香港ノワール（英雄式血灑）と呼ばれる新しい流れを作った。

### 中国映画界への合流
1997年の香港返還後、ジャッキー・チェンやユエン・ウーピン、ジェット・リー、ジョン・ウー、チョウ・ユンファのようにハリウッドに活路を見出す流れと並行して中国映画界への合流も急速に進み、香港の名だたる監督・俳優の多くが中国映画に進出しているほか、中国・香港の合作映画が増えた。その直接の要因は、SARS流行以降の香港の不況により中国本土・香港経済連携緊密化取決め(CEPA)が結ばれ、中国資本が流入したためである。香港映画の黄金時代を象徴したショウ・ブラザーズもゴールデンハーベストも中国資本に買収されることとなった。
ダンテ・ラムが監督した中国人民解放軍全面協力の戦争映画『オペレーション:レッド・シー』が中国での歴代興行収入第2位（当時）に輝くなど、香港映画人の中国での活躍は中国映画の娯楽性の向上の一端になったが、これが従来の「香港映画」の衰退の原因となったほか、合作映画においても中国共産党政府の検閲がされるようになった。香港影業協会によると、全盛期の1993年に年間234本製作された香港映画は、2013年には43本に激減している。

## 関連書
- 四方田犬彦・斉藤綾子『男たちの絆、アジア映画 ホモソーシャルな欲望』平凡社, 2004